# Ulota robusta
Ulota robusta är en bladmossart som beskrevs av Mitten 1859. Ulota robusta ingår i släktet ulotor, och familjen Orthotrichaceae. Inga underarter finns listade i Catalogue of Life.